# والدک (تورینگن)
والدک (به آلمانی: Waldeck) یک شهر در آلمان است که در تورینگن واقع شده‌است. والدک ۲۳۶ نفر جمعیت دارد.